# Radek Divecký
Radek Divecký (* 21. března 1974, Teplice) je bývalý český fotbalista, útočník.

## Fotbalová kariéra
Hrál za FK Teplice, Jeonnam Dragons, FC Slovan Liberec, FK Mladá Boleslav, Pogoń Szczecin, 1. FK Příbram, Bohemians 1905 a Jagiellonia Białystok. V lize nastoupil ve 196 utkáních a dal 45 gólů. V evropských pohárech nastoupil v 8 utkáních.

## Ligová bilance
| Ročník                          | Zápasy | Góly | Klub              |
| ------------------------------- | ------ | ---- | ----------------- |
| 1. česká fotbalová liga 1996/97 | 23     | 3    | FK Teplice        |
| 1. Gambrinus liga 1997/98       | 27     | 7    | FK Teplice        |
| 1. Gambrinus liga 1998/99       | 27     | 8    | FK Teplice        |
| 1. Gambrinus liga 1999/00       | 27     | 7    | FK Teplice        |
| K-League 2000                   | 9      | 2    | Jeonnam Dragons   |
| 1. Gambrinus liga 2000/01       | 10     | 1    | FC Slovan Liberec |
| 1. Gambrinus liga 2001/02       | 25     | 10   | FK Teplice        |
| 1. Gambrinus liga 2002/03       | 15     | 1    | FK Teplice        |
| 1. Gambrinus liga 2003/04       | 15     | 3    | FK Teplice        |
| 1. Gambrinus liga 2004/05       | 14     | 2    | FK Teplice        |
| Ekstraklasa 2004/05             | 7      | 2    | Pogoń Szczecin    |
| Ekstraklasa 2005/06             | 15     | 1    | Pogoń Szczecin    |
| 1. Gambrinus liga 2005/06       | 12     | 3    | FC Marila Příbram |
| CELKEM                          | 226    | 50   |                   |